# Copa Mustang 1993
La Copa Mustang 1993 fu la quarantaseiesima edizione del campionato colombiano di calcio; fu strutturato in due fasi, Apertura e Reclasificación, che davano l'accesso al girone finale da quattro squadre. Il campionato fu vinto dall'Atlético Junior per la terza volta nella sua storia.

## Formula
Il torneo di Apertura si svolse in quattordici giornate. Il torneo Finalización, invece, era un girone all'italiana che prevedeva trenta partite, fino a raggiungere un totale di quarantaquattro incontri tra le due fasi del campionato. Successivamente le otto migliori classificate si disputavano in due gironi da quattro squadre l'accesso al quadrangolare finale. Ancora una volta erano previsti punti bonus, così distribuiti: un punto bonus per il primo posto, 0,75 per il secondo, 0,50 per il terzo e 0,25 per il quarto.

## Torneo Reclasificación
| Pos | Squadra                | P  | G  | V  | N  | S  | GF | GS | DR  |
| --- | ---------------------- | -- | -- | -- | -- | -- | -- | -- | --- |
| 1.  | Junior                 | 56 | 44 | 23 | 10 | 11 | 83 | 59 | 14  |
| 2.  | Independiente Medellín | 54 | 44 | 21 | 12 | 11 | 67 | 46 | 21  |
| 3.  | Once Caldas            | 49 | 44 | 17 | 15 | 12 | 65 | 55 | 10  |
| 4.  | Deportivo Cali         | 49 | 44 | 16 | 17 | 11 | 61 | 53 | 8   |
| 5.  | Atlético Bucaramanga   | 47 | 44 | 16 | 15 | 13 | 54 | 50 | 4   |
| 6.  | Millonarios            | 47 | 44 | 16 | 15 | 13 | 51 | 47 | 4   |
| 7.  | América de Cali        | 46 | 44 | 15 | 16 | 13 | 67 | 55 | 12  |
| 8.  | Atlético Nacional      | 45 | 44 | 17 | 11 | 16 | 61 | 62 | -1  |
| 9.  | Envigado F. C.         | 45 | 44 | 14 | 17 | 13 | 49 | 47 | 2   |
| 10. | Deportivo Pereira      | 43 | 44 | 14 | 15 | 15 | 19 | 57 | -8  |
| 11. | Atlético Huila         | 42 | 44 | 13 | 16 | 15 | 52 | 57 | -5  |
| 12. | Unión Magdalena        | 39 | 44 | 15 | 9  | 20 | 54 | 64 | -10 |
| 13. | Deportes Quindío       | 37 | 44 | 12 | 13 | 19 | 57 | 58 | -1  |
| 14. | Santa Fe               | 37 | 44 | 11 | 15 | 18 | 64 | 70 | -6  |
| 15. | Cúcuta Deportivo       | 35 | 44 | 12 | 11 | 18 | 50 | 72 | -22 |
| 16. | Deportes Tolima        | 33 | 44 | 10 | 13 | 21 | 44 | 68 | -24 |

## Cuadrangulares semifinales

### Gruppo A
| Pos | Squadra           | Bonus | P    | G | V | N | S | GF | GS | DR |
| --- | ----------------- | ----- | ---- | - | - | - | - | -- | -- | -- |
| 1.  | Atlético Nacional | 0,50  | 8.50 | 6 | 3 | 2 | 1 | 11 | 7  | 4  |
| 2.  | Junior            | 1,50  | 7,50 | 6 | 3 | 1 | 2 | 9  | 9  | 0  |
| 3.  | Millonarios       | 0     | 5    | 6 | 2 | 1 | 3 | 9  | 8  | 1  |
| 4.  | Once Caldas       | 1     | 5    | 6 | 1 | 2 | 3 | 4  | 9  | -5 |

### Gruppo B
| Pos | Squadra                | Bonus | P     | G | V | N | S | GF | GS | DR |
| --- | ---------------------- | ----- | ----- | - | - | - | - | -- | -- | -- |
| 1.  | América de Cali        | 0,25  | 10.25 | 6 | 4 | 2 | 0 | 14 | 3  | 11 |
| 2.  | Independiente Medellín | 1     | 8     | 6 | 2 | 3 | 1 | 13 | 10 | 3  |
| 3.  | Atlético Bucaramanga   | 0     | 4     | 6 | 2 | 0 | 4 | 8  | 15 | -7 |
| 4.  | Deportivo Cali         | 0,50  | 3.50  | 6 | 1 | 1 | 4 | 9  | 16 | -7 |

## Cuadrangular Final
| Pos | Squadra                | P | G | V | N | S | GF | GS | DR |
| --- | ---------------------- | - | - | - | - | - | -- | -- | -- |
| 1.  | Junior                 | 7 | 6 | 3 | 1 | 2 | 14 | 11 | 3  |
| 2.  | Independiente Medellín | 7 | 6 | 3 | 1 | 2 | 10 | 12 | -2 |
| 3.  | Atlético Nacional      | 5 | 6 | 2 | 1 | 3 | 12 | 10 | 2  |
| 4.  | América de Cali        | 5 | 6 | 2 | 1 | 3 | 9  | 12 | -3 |

## Verdetti
- Atlético Junior campione di Colombia
- Atlético Junior e Independiente Medellín qualificate alla Coppa Libertadores 1994.
- Deportes Tolima retrocesso in Categoría Primera B.

## Classifica marcatori
| Nome                  | Squadra                | Gol |
| --------------------- | ---------------------- | --- |
| Miguel Ángel Guerrero | Junior                 | 34  |
| Miguel Asprilla       | Once Caldas            | 27  |
| John Jairo Tréllez    | Atlético Nacional      | 25  |
| Rubén Darío Hernández | Independiente Medellín | 21  |
| Albeiro Usuriaga      | América de Cali        | 21  |
| Víctor Aristizábal    | Atlético Nacional      | 20  |